# Simen Spieler Nilsen
Simen Spieler Nilsen (* 4. August 1993 in Arendal) ist ein norwegischer Eisschnellläufer.

## Werdegang
Nilsen, der für den Arendal SK startet, hatte seinen ersten internationalen Erfolg bei den Juniorenweltmeisterschaften 2010 in Moskau. Dort holte er die Goldmedaille in der Teamverfolgung. In den folgenden Jahren gewann er bei den Juniorenweltmeisterschaften 2011 in Seinäjoki Bronze über 5000 m und jeweils Silber in der Teamverfolgung und im Kleinen-Vierkampf und bei den Juniorenweltmeisterschaften 2012 in Obihiro Bronze im Kleinen-Vierkampf, Silber über 5000 m und Gold in der Teamverfolgung. Anfang Dezember 2012 startete er in Astana erstmals im Weltcup und belegte dabei in der B-Gruppe den neunten Platz über 1500 m. Tags darauf erreichte er mit Platz drei in der Teamverfolgung seine erste Podestplatzierung im Weltcup. Im Februar 2013 errang er bei der Mehrkampfweltmeisterschaft in Hamar den 15. Platz und holte bei den Juniorenweltmeisterschaften in Klobenstein jeweils die Bronzemedaille über 1500 m und 5000 m und die Silbermedaille im Kleinen-Vierkampf. Im folgenden Monat wurde er bei den Einzelstreckenweltmeisterschaften in Sotschi Fünfter in der Teamverfolgung. Bei seiner ersten Olympiateilnahme im Februar 2014 in Sotschi kam er auf den 36. Platz über 1500 m, auf den 25. Rang über 5000 m und auf den fünften Platz in der Teamverfolgung.
Im folgenden Jahr lief Nilsen bei den Einzelstreckenweltmeisterschaften in Heerenveen auf den 20. Platz über 5000 m und auf den siebten Rang in der Teamverfolgung. Bei den Einzelstreckenweltmeisterschaften 2016 in Kolomna holte er zusammen mit Håvard Bøkko und Sverre Lunde Pedersen die Silbermedaille in der Teamverfolgung. Im März 2016 wurde er beim Weltcup in Heerenveen Zweiter in der Teamverfolgung. In der Saison 2016/17 siegte er in Heerenveen in der Teamverfolgung und belegte in Harbin und in Stavanger jeweils den zweiten Platz in der Teamverfolgung. Bei den Einzelstreckenweltmeisterschaften 2017 in Gangwon gewann er die Bronzemedaille in der Teamverfolgung. Zudem errang er dort den 11. Platz über 10.000 m. Anfang Dezember 2017 lief er beim Weltcup in Calgary auf den dritten Platz in der Teamverfolgung. Seine bisher beste Einzelplatzierung im Weltcup erreichte er im Januar 2018 in Erfurt mit dem 13. Platz über 5000 m. Bei den Olympischen Winterspielen im Februar 2018 in Pyeongchang gewann er die Goldmedaille in der Teamverfolgung. Im Lauf über 5000 m kam er dort auf den 13. Platz. Im März 2018 siegte er in Minsk in der Teamverfolgung und belegte bei der Mehrkampfweltmeisterschaft in Amsterdam den 12. Platz.

## Persönliche Bestzeiten
- 500 m: 35,72 s (aufgestellt am 28. Februar 2015 in Calgary)
- 1000 m: 1:11,64 min (aufgestellt am 15. Januar 2017 in Hamar)
- 1500 m: 1:45,40 min (aufgestellt am 6. Dezember 2017 in Salt Lake City)
- 3000 m: 3:44,04 min (aufgestellt am 5. Februar 2018 in Gangwon)
- 5000 m: 6:13,81 min (aufgestellt am 10. Dezember 2017 in Salt Lake City)
- 10.000 m: 13:12,96 min (aufgestellt am 19. November 2017 in Stavanger)

## Teilnahmen an Weltmeisterschaften und Olympischen Winterspielen

### Olympische Spiele
- 2014 Sotschi: 5. Platz Teamverfolgung, 25. Platz 5000 m, 36. Platz 1500 m
- 2018 Pyeongchang: 1. Platz Teamverfolgung, 13. Platz 5000 m

### Einzelstrecken-Weltmeisterschaften
- 2013 Sotschi: 5. Platz Teamverfolgung
- 2015 Heerenveen: 7. Platz Teamverfolgung, 20. Platz 5000 m
- 2016 Kolomna: 2. Platz Teamverfolgung
- 2017 Gangwon: 3. Platz Teamverfolgung, 11. Platz 10.000 m

### Mehrkampf-Weltmeisterschaften
- 2013 Hamar: 15. Platz Großer-Vierkampf
- 2018 Amsterdam: 12. Platz Großer-Vierkampf

## Weltcupsiege im Team
| Nr. | Datum            | Ort          |
| --- | ---------------- | ------------ |
| 1.  | 9. Dezember 2016 | Heerenveen 1 |
| 2.  | 17. März 2018    | Minsk 2      |